# João Carlos de Oliveira

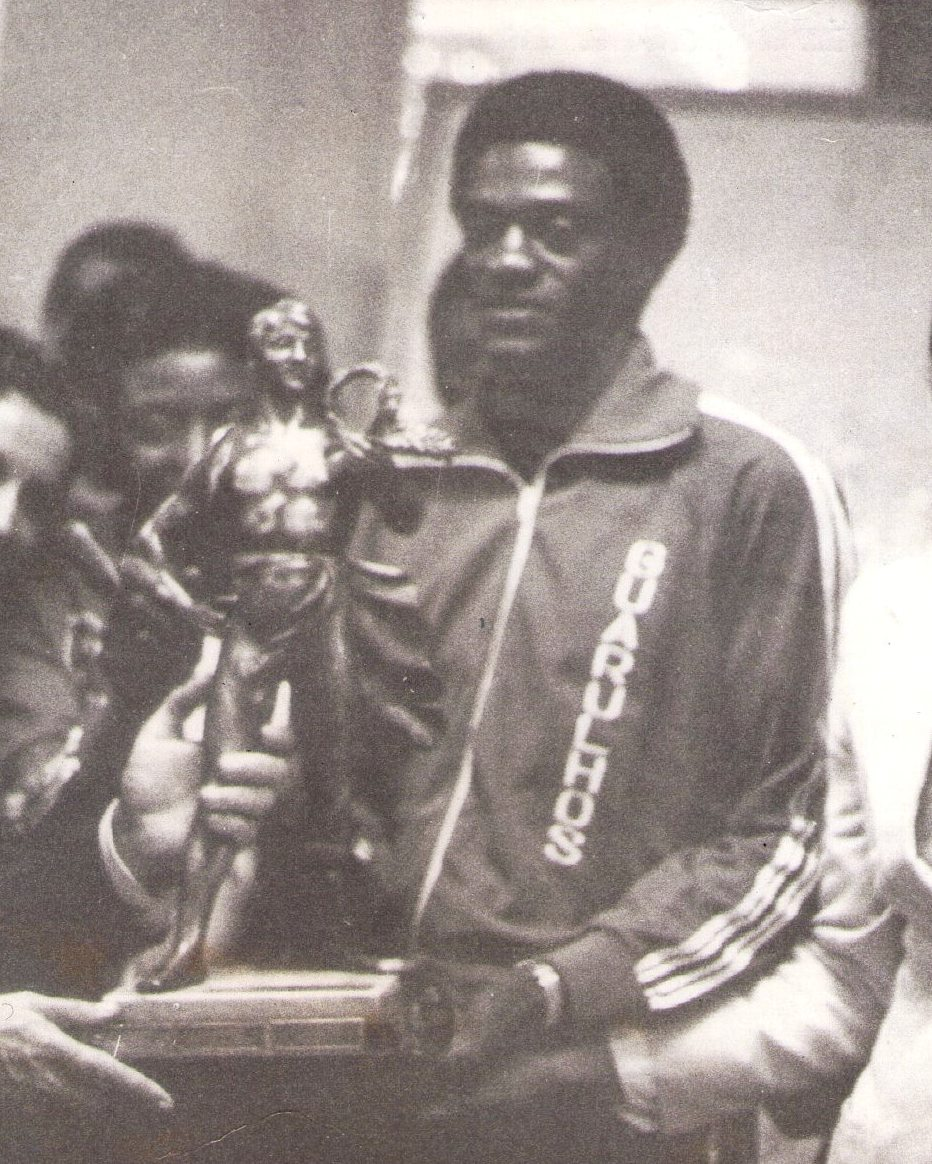
João Carlos de Oliveira (1980)

João Carlos de Oliveira (* 28. Mai 1954 in Pindamonhangaba São Paulo; † 29. Mai 1999 in São Paulo) war ein brasilianischer Leichtathlet. Bei einer Körpergröße von 1,86 m betrug sein Wettkampfgewicht 76 kg. Von 1975 bis 1985 hielt er mit 17,89 Metern den Weltrekord im Dreisprung. Diese Weite wurde seither nur elf Mal übertroffen (2018).
João do Pulo (João der Springer; buchstäblich: „vom Sprung“ oder „vom Springen“), wie er in Brasilien genannt wurde, stand als Weitspringer und vor allem als Dreispringer in der Tradition des zweifachen Olympiasiegers Adhemar Ferreira da Silva und von Nelson Prudêncio. Mit zwei Olympiamedaillen, vier Siegen bei den Panamerikanischen Spielen und drei Siegen beim Weltcup der Leichtathleten gehört er zu den erfolgreichsten Leichtathleten, die Brasilien je hervorgebracht hat.

## Karriere
In seiner Jugend war João Carlos de Oliveira ein talentierter Hochspringer gewesen, der es auf eine Besthöhe von 1,85 Meter brachte. Im Dreisprung verbesserte er sich von 14,67 Meter (1972) auf 15,74 Meter (1973) und 16,34 Meter (1974). In der Saison 1975 hatte er sich auf 16,74 Meter verbessert. Bei den Panamerikanischen Spielen in Mexiko-Stadt gewann er den Weitsprung mit 8,19 Meter vor Arnie Robinson aus den USA, der als Zweiter auf 7,94 Meter kam. Am 15. Oktober 1975 im Dreisprungfinale sprang de Oliveira 17,89 Meter und verbesserte den Weltrekord von Wiktor Sanejew aus der Sowjetunion um 45 Zentimeter und den brasilianischen Landesrekord von Nelson Prudêncio um 62 Zentimeter. Damit gewann de Oliveira natürlich den Wettbewerb, Prudêncio verpasste als Vierter des Wettbewerbs nur knapp die Bronzemedaille, lag aber über einen Meter hinter dem neuen Weltrekord zurück. De Oliveira wurde zeitweise vom Deutschen Manfred Letzelter als Trainer betreut.
Im Vorfeld der Olympischen Spiele 1976 in Montreal litt de Oliveira an Rückenbeschwerden und trat in Montreal nicht in Bestform an. Mit 8,00 Meter wurde er Fünfter im Weitsprung, den Arnie Robinson gewann. Im Dreisprungfinale, einen Tag darauf, gewann er für 16,90 Meter Bronze, während Sanejew sein drittes Olympiagold in Serie gewann. 
1977 in Düsseldorf wurde der Weltcup der Leichtathleten erstmals ausgetragen, und de Oliveira gewann den Dreisprung mit 16,68 Meter. Im Sommer 1978 gelang de Oliveira in Bratislava mit 17,44 Meter der zweitbeste Sprung seiner Karriere und die Einstellung der Flachlandbestweite von Sanejew. 1979 gewann er bei den Panamerikanischen Spielen in San Juan den Weitsprung mit 8,18 Meter und den Dreisprung mit 17,27 Meter. Zweiter im Dreisprung wurde der US-Amerikaner Willie Banks, der 1985 de Oliveira als Weltrekordler entthronen sollte. Sechster wurde Joãos jüngerer Bruder Francisco Carlos de Oliveira. In Montreal beim zweiten Weltcup der Leichtathleten gewann João Carlos de Olivera mit 17,02 Meter.
Das Dreisprungfinale bei den Olympischen Spielen 1980 in Moskau sollte aus sowjetischer Sicht auf jeden Fall einen Sieg für die Springer aus der Sowjetunion ergeben, man hoffte auf den vierten Olympiasieg für Sanejew. Stattdessen gewann dann der ebenfalls für die Sowjetunion startende Este Jaak Uudmäe mit 17,35 Meter vor Sanejew mit 17,24 Meter und de Olivera mit 17,22 Meter, der Brite Keith Connor sprang als Vierter 16,87 Meter und der Australier Ian Campbell wird als Fünfter mit 16,72 Meter aufgelistet. Australische und brasilianische Journalisten zweifelten allerdings einige Kampfrichterentscheidungen an. So seien reguläre Versuche von Campbell und de Oliveira ungültig gegeben worden. Laut Untersuchungen des australischen Fernsehteams hätte eigentlich de Oliveira mit ca. 17,70 Meter Gold und Campbell mit ca. 17,40 Meter Silber gewinnen müssen.
1981 gewann de Olivera mit 17,37 Meter in Rom auch den dritten Weltcup der Leichtathleten. 
Im Dezember 1981 war João Carlos de Oliveira Opfer eines Verkehrsunfalls, als ein betrunkener Fahrer in seinen Wagen hineinfuhr. Der Unfallfahrer und Joãos Bruder Francisco starben, João war monatelang in einer Klinik und letztlich musste ihm das rechte Bein unterhalb des Knies amputiert werden. 
João Carlos de Oliveira ging nach dem jähen Ende seiner sportlichen Karriere in die Politik, litt aber zunehmend unter Depressionen, die er mit Alkohol bekämpfte. Einen Tag nach seinem 45. Geburtstag erlag er einem Leberleiden.

## Bestleistungen
- Weitsprung: 8,36 Meter (1979)
- Dreisprung: 17,89 Meter (1975)